# Pwdump

pwdump는 보안 계정 관리자(SAM)에서 로컬 사용자 계정의 LM 그리고 NTLM 암호 해쉬들을 출력하는 여러 윈도우 프로그램들의 이름이다. 작동하기 위해서는 반드시 관리자 계정 하에서 실행되거나 접근할 수 있어야 한다. Pwdump는 악의적인 관리자가 사용자의 비밀번호들에 접근할 수 있게 하기 때문에 보안을 위태롭게 한다고도 여겨진다. 대부분의 이러한 프로그램들은 오픈 소스이다.

## 역사
pwdump로 불린 최초의 프로그램은 제레미 앨리슨(Jeremy Allison)이 개발하였다. 그는 1997년 소스 코드를 게시하였다.(오픈 소스 참고) 그 뒤로 다른 프로그래머들에 의해 추가 개발이 진행되었다:
1. pwdump - 제레미 앨리슨에 의한 오리지널 프로그램(공유 저작물, 소스 이용 가능)
2. pwdump2 보관됨 2016-03-03 - 웨이백 머신 - GPL, DLL 인젝션을 사용한다
3. pwdump3 - GPL, 네트워크를 통해 동작
  - pwdump3e - GPL, 네트워크를 통해 암호화된 것을 보낸다
4. pwdump4 - GPL, pwdump3를 개선한 것
5. pwdump5 - 프리웨어
6. pwdump6 - GPL, pwdump3e를 개선한 것
  - fgdump - by fizzgig, pwdump6을 개선한 것
7. pwdump7 - 프리웨어, 자체 파일시스템 드라이버를 사용한다.
8. pwdump8 - Fulvio Zanetti 및 Andrea Petralia 에 의해 AES128 암호화된 해시를 지원합니다(Windows 10 이상). 소스 코드가 없습니다.

- 오픈월 암호 도구들 보관됨 2007-12-08 - 웨이백 머신 - pwdump, pwdump2, pwdump3, pwdump3e, pwdump4, pwdump5, pwdump6, fgdump, 그리고 pwdump7의 사본들과 함께 pwdump8